# 梨蘭
梨蘭（りらん、1991年5月25日）は、福岡県出身のタレント・ゲームストリーマー・MC。以前はGオフィスに所属していたが、現在はフリーランスでゲーマータレントとして番組・イベントに出演する他、YouTubeでゲーム配信者として活動している。過去にはプロゲーミングチームCrest Gamingのストリーマー部門に所属していた。

## 略歴
2012年
3月、タレント活動開始。
2013年
10月、SEGAソーシャルゲームボーダーブレイクmobile -疾風のガンフロント-の宣伝を担当。
2014年
5月、視野を広げてより多くのことにチャレンジするために所属事務所ノータイトルを卒業。フリーのゲーマーサバゲー(サバイバルゲーム)タレントとして活動開始。
2018年
10月31日、プロゲーミングチームCrest Gamingのストリーマー部門に所属することを発表した。
2019年
9月22日、2人組YouTuber「さよドラ」のメンバーであるえいたとの結婚をYouTube上で発表した。
Youtube「マックスむらいチャンネル」(マックスむらいのモンストなんかやる等)、ニコニコチャンネル「マックスむらい部」にてスプリングまおと梨蘭のスナック「酒の塔」に不定期で出演。
2021年
フォトグラファー：TAKAHIROの写真展「Regeneration」にて、モデルとして参加。
コロナ禍でステイホームが叫ばれる中、家で楽しめるコンテンツとして「地獄の永田家ハロウィン」を開始。
特にえいたの扮するキャラクターは年々クオリティーといったものを超越した域に達しており「文字通りの悪夢」との定評がある。
2022年
梨蘭バースデー&10周年イベント「梨イベ2022」を大阪編 (2022年6月18日)、東京編(2022年6月26日)に開催。
2023年
5月14日、一度は諦めかけた結婚披露宴を開催。新郎新婦それぞれの仲間がストリーマー、格闘ゲーム界隈から参加し、その模様はニコニコ生放送で放送された。
7月12日、モンスターストライクDREAM DAZE(モンドリ)に出演。。
2024年
7月18日、DREAM DEZEⅡに出演。昨年から引き続きの出演だが、今回は生まれたふーちゃんをつれて参加した。
2025年
7月6日、東京デザインテクノロジーセンター専門学校のesportsプロマネージメント専攻の学生が主催・運営を行う「Dead by Daylight」のコミュニティイベント【TECH.C.:The Entity's Rendezvous Dead by Daylight】にて産休明け活動再開を果たす。

## 出演

### 映画
- 死の実況中継（2014年）

### テレビ番組
- 極めろ！仮想ゲームクラブ（2014年 - 、北海道テレビ放送）
- ガールズトーク 薔薇組（2013年 - 、テレビ朝日）

### Web番組
レギュラー番組
- BB.TV LIVE「ボーダーブレイク」 (2013年10月15日 - 2015年11月7日、ニコニコ)
- 七緒はるひのゲーム実況風番組 ハルピコ (2015年9月23日 - 、ニコニコ、YouTube)
- 梨蘭の『ポコダン』だん☆だん上達酒場 (2016年5月28日 - 7月22日、OPENREC)

不定期
- マックスむらいチャンネル

その他の番組
- 丸美屋プレゼンツ「ごはんクラブTV」 (2012年3月25日、Ustream)
- ITmedia eBook USER「読ガール」Vol.8 (2012年8月22日、YouTube)
- ITmedia eBook USER「Let's Begin!デジタル・ドクショ」 (2012年9月14日、YouTube)
- ITmedia ガジェット「ナニコレ de ニッセン」Vol.1 (2012年10月29日、YouTube)
- ITmedia ガジェット「ナニコレ de ニッセン」Vol.2 (2012年12月17日、YouTube)
- 美女暦 (2013年4月17日、YouTube)
- 週刊♂オトコ自身 第86話 (2013年10月9日、BeeTV)
- ITmedia「アイドルが新旧ソニー「Reader」レビューをお届け」 (2013年10月9日、YouTube)
- セガネットワークス at AppBank Mk-8 (2014年4月17日、ニコニコ)
- JGL『スクランブル王座決定戦』＆『BB.TV LIVE in JGL』 (2014年8月31日、ニコニコ)
- ボダ生　～BBGP 予選直前特番～ (2014年11月12日、ニコニコ)
- セガ初の賞金制大会、ボーダーブレイクスクランブル「BBGP 2015」直前番組！ (2015年1月6日、ニコニコ)
- セガ初の賞金制大会、ボーダーブレイクスクランブル「BBGP 2015」特番！ (2015年1月11日、ニコニコ)
- ボーダーブレイク 「第4期 エースボーダー最終決戦」 (2015年9月12日、ニコニコ)
- 秋～冬に遊びたいゲームはこれ！東京ゲームショウ2015生放送 (2015年9月19日 - 9月20日、ニコニコ)
- オルタンシア教育放送 オルタンシア国営放送#6 事前放送 (2015年10月21日、ニコニコ、YouTube) [13]
- 『レインボーシックス シージ』俺達はテロに屈しない！【闘TV】 (2015年12月22日、ニコニコ)
- クラッシュオブキングス　Clash of Kings さあ、今すぐLet's King！ (2015年12月27日、ニコニコ)
- 「パックマン」の生みの親とピコピコしよう (2016年1月15日、ニコニコ)
- AppBank ゲーム祭り Vol.3 (2016年4月22日、ニコニコ)
- 蒼空のリベラシオン ソクリベ生放送 蒼空の100Hits! (2016年6月25日、ニコニコ) [14]
- マックスむらいが新感覚フィールドゲーム「アーチェリーハント」に挑戦！ (2016年6月28日、ニコニコ)
- 【新作BF1】オープンβ特番！ パンサーとお祭りプレイ！ガッチマンや倉持由香も登場！ (2016年9月2日、ニコニコ)
- 蒼空のリベラシオン ソクリベ生放送 蒼空の1000Hits! 新章！武器！新職業！美少女！そーれから？ (2016年10月22日、ニコニコ) [15]
- ニコニコワークショップ 闘会議まであと3ヶ月!目指せ100点!過去問解いてゲームのセンター試験対策! (2016年11月24日、ニコニコ) [16]
- アメザリおっさん少年ライブ新宿角座生中継 (2016年12月25日、ニコニコ)
- マックスむらいのカラオケ忘年会 ～今年はage↑age↑パーティーバス～ (2016年12月27日、ニコニコ)
- 熱っ！セガアプリステージ@闘会議2017 (2017年2月12日、ニコニコ)
- シャドバスアカデミー第九回 (2017年6月16日、ニコニコ)
- シャドバスアカデミー十回 (2017年7月14日、ニコニコ)
- ドン勝できたら即カツ丼！ PLAYERUNKNOWN'S BATTLEGROUNDS 4杯目 ～揚げたてＳＰ～ (2017年8月13日、ニコニコ)
- シャドバスアカデミー 特別補習編 (2017年9月2日、ニコニコ)
- 放課後シャドバスアカデミー#1 (2017年9月13日、ニコニコ)
- 闘TV PUBGで素人 vs. プロゲーマー 【MC: 百花繚乱・こくじん】 (2017年12月29日、ニコニコ)
- 闘会議 presents「大みそかドリームマッチ 〜ゲームの強いヤツ大集合！〜」 (2017年12月31日、ニコニコ)
- 放課後シャドバスアカデミー#4 (2018年2月8日、ニコニコ)
- 放課後シャドバスアカデミー#5 (2018年3月9日、ニコニコ)
- 【PUBG】niconico Invitational Web Dreamer Carnival (2018年3月23日、ニコニコ)
- ゲーム仮免許 #3 『SpyParty』『BLACK BIRD』『Floor Kids』 (2018年5月2日、ニコニコ)
- 『Dead by Daylight』最強サバイバー決定戦 (2018年8月16日、ニコニコ)
- マックスむらい部 年末恒例カラオケサミット (2018年12月1日、ニコニコ)
- 第1回 ファミ通App 視聴者参加型『FAITH』ガチ生放送！ (2018年12月21日、YouTube)
- PUBG ASIA INVITATIONAL MACAO 2019 (2019年1月10日 - 1月12日、ニコニコ)

## 書籍
雑誌
- 方言女子 (2013年9月9日、マガジンハウス、ISBN 483878872X)
- WE LOVE サバイバルゲーム (2013年10月30日、ホビージャパン、ISBN 4798607002)
- 月刊アームズマガジン 1月号 (2013年11月27日、ホビージャパン、ASIN B00A2VLKYM)

写真集
- CandyGirl TypeA [Kindle版] (2013年2月27日、ASIN B00BMRSI1S)
- CandyGirl TypeB [Kindle版] (2013年2月27日、ASIN B00BMRSLT2)
- CandyGirl Type0 [Kindle版] (2013年2月27日、ASIN B00BMS0QPS)